# Mycodrosophila halterata
Mycodrosophila halterata är en tvåvingeart som beskrevs av Malloch 1930. Mycodrosophila halterata ingår i släktet Mycodrosophila och familjen daggflugor. Inga underarter finns listade i Catalogue of Life.